# 羅斯敦 (印地安納州)
羅斯敦（英語：Rosstown）是位於美國印地安納州巴塞洛繆縣的一個非建制地區。該地的面積和人口皆未知。

## 地理
羅斯敦的座標為39°46′33″N 85°55′46″W / 39.77583°N 85.92944°W，而該地的平均海拔高度為202米（即663英尺）。